# اکسل کون
اکسل کون (آلمانی: Axel Kühn؛ زادهٔ ۲۲ ژوئن ۱۹۶۷) ورزشکار بابسلد اهل آلمان است.